# Bouse (Arizona)
Pour les articles homonymes, voir Bouse (homonymie).
Bouse est une census-designated place (CDP) située dans le comté de La Paz dans l'État de l'Arizona, aux États-Unis.

## Démographie
| 1920 | 1930 | 2000 | 2010 | - | - |
| ---- | ---- | ---- | ---- | - | - |
| 167  | 427  | 615  | 996  | - | - |